# Hold
Hold (förkortat H, HD eller HLD) är en statistisk kategori i baseboll. Den är viktig för sådana relief pitchers (avbytare) som byts in för att hålla ledningen i matcherna och som inte är closers, vilka byts in för att avsluta matcherna.

## Definition
Hold är inte en officiell statistisk kategori i Major League Baseball (MLB) och det finns ingen allenarådande definition av vad som krävs för att en inbytt pitcher ska få en hold. Den ursprungliga och allmänt vedertagna definitionen, konstruerad 1986 av basebolljournalisterna John Dewan och Mike O'Donnell, är att pitchern måste uppfylla tre kriterier: a) Han kommer in i matchen i en så kallad save opportunity, alltså där hans lag leder och någon av följande förutsättningar är uppfyllda: 1) Hans lag har en ledning på högst tre poäng och han pitchar minst en inning, 2) Oberoende av ställningen, om den poäng som innebär en potentiell kvittering antingen redan är på bas, som slagman eller on deck (alltså som nästa slagman) eller 3) Han pitchar minst tre inningar, b) Han bränner minst en motståndare och c) Han blir utbytt utan att hans lag vid något tillfälle tappat ledningen. Om en pitcher utses till den vinnande pitchern så kan han inte samtidigt få en hold, även om han uppfyller kriterierna ovan.
Definitionen av en hold kan dock variera, till exempel krävs ibland inte att pitchern bränner minst en motståndare. Detta medför att olika källor kan ha olika statistik för holds.
Värdet av att protokollföra holds har ifrågasatts av vissa, som menar att det viktiga är att bränna sina slagmän och inte i vilken typ av matchsituation det sker.
I motsats till vad som gäller för vinster/förluster och saves, kan mer än en pitcher i varje lag få en hold i en och samma match, men en och samma pitcher kan bara få en hold per match. En pitcher kan få en hold även om en senare inbytt pitcher tappar ledningen och laget förlorar. Det är till och med möjligt för en pitcher att både få en hold och en förlust i samma match.

## Major League Baseball
Även om hold inte är en officiell statistisk kategori i MLB visas holds i matchrapporter på MLB:s officiella webbplats.

### Tio i topp
Statistiken omfattar inte åren före 1999.
| Nr | Pitcher         | Säsonger             | Holds |
| -- | --------------- | -------------------- | ----- |
| 1  | Arthur Rhodes   | 1991–2006, 2008–2011 | 231   |
| 2  | Tony Watson*    | 2011–                | 227   |
| 3  | Tyler Clippard* | 2007–                | 223   |
| 4  | Joaquín Benoit  | 2001–2008, 2010–2017 | 211   |
| 5  | Joe Smith*      | 2007–2019            | 210   |
| 6  | Matt Thornton   | 2004–2016            | 206   |
| 7  | Luke Gregerson  | 2009–2019            | 189   |
| 8  | Sergio Romo*    | 2008–                | 188   |
| 9  | LaTroy Hawkins  | 1995–2015            | 184   |
| 10 | Javier López    | 2003–2016            | 178   |

| Nr | Pitcher         | Säsong | Holds |
| -- | --------------- | ------ | ----- |
| 1  | Joel Peralta    | 2013   | 41    |
| 1  | Tony Watson*    | 2015   | 41    |
| 3  | Tyler Clippard* | 2014   | 40    |
| 3  | Luke Gregerson  | 2010   | 40    |
| 3  | Addison Reed    | 2016   | 40    |
| 6  | Tyler Clippard* | 2011   | 38    |
| 7  | Mike Adams      | 2010   | 37    |
| 7  | Joel Peralta    | 2012   | 37    |
| 9  | Tom Gordon      | 2004   | 36    |
| 9  | Scott Linebrink | 2006   | 36    |
| 9  | Vinnie Pestano  | 2012   | 36    |

* Aktiva spelare i MLB i fet stil

#### Flest holds under en säsong

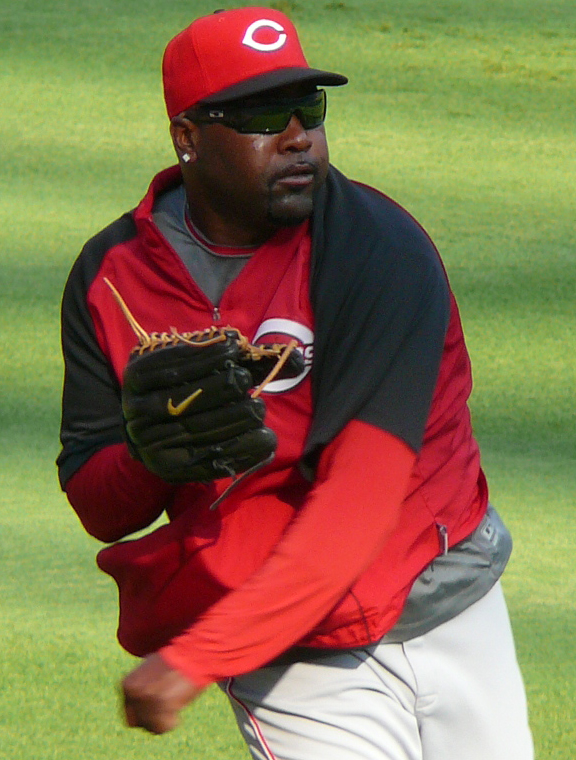
Arthur Rhodes har flest holds under karriären.

### Övriga rekord
För rookies är rekordet för flest holds under en säsong 34, satt av Akinori Otsuka 2004.